# Alawiya Sobh
Alawiya Sobh, född i Beirut 1955, är en libanesisk journalist och författare.
Efter att ha studerat arabisk och engelsk litteratur på universitetet arbetade Sobh från 1978 som lärare, samtidigt som hon skrev artiklar för kultursektionen i Beirut-tidningen Nida’. I början av 1980-talet publicerades dikter, noveller och recensioner av henne i An-Nahar, Beiruts ledande dagstidning. 1986 blev hon chefredaktör för damtidningen Al-Hasnaa’, och i början av 1990-talet grundade hon Snob Al-Hasnaa’, en kulturtidskrift riktad till kvinnor. Hon är ännu chefredaktör för tidkriften, som är den bäst säljande tidskriften i sitt slag i arabvärlden.
Romanen Maryam al-Hakaya (2002) togs emot som "en roman av episka dimensioner", och fick goda recensioner i hela arabvärlden. Hon har bland annat även gett ut romanen Ismuhu al Gharam ("Det kallas kärlek", 2009).